# War in Heaven
War in Heaven è un album del 1996 dei Cappella.
Anticipato dal singolo Tell Me the Way (estate 1995), il disco raggiunse il 12º posto in Finlandia e il 25° in Svizzera.
La versione olandese del disco uscì con l'aggiunta di Tell Me the Way e I Need Your Love in versione remix mentre quella  giapponese includeva i remix di Move on Baby, Don't Be Proud e U Got 2 let the Music. Nel 1997 l'album esce in doppio CD, uno contenente le dieci tracce in versione originale ed il secondo con i remix dei brani Tell Me the Way, I Need Your Love e Turn It Up and Down.
Nel 2005 è stato ristampato con l'aggiunta di Helyom Halib (brano del 1988) e Festival Megamix, traccia che comprende versioni remix dei brani Move on Baby, U & Me e U Got 2 Let the Music.
Quattro i singoli estratti, Tell Me the Way, I Need Your Love, Do You Run Away Now, e Turn It Up and Down. Il singolo Back in your life è stato pubblicato nel gennaio 1996 solo in certi stati.

## Tracce
CD Mercury 532 626-2 (PolyGram) / EAN 0731453262621 1996
1. Tell Me the Way – 3:38
2. I Need Your Love – 3:30
3. Back In Your Life – 4:00
4. Stay With Me – 4:15
5. Another You – 4:42
6. Do You Run Away Now – 4:30
7. You Took My Heart – 4:25
8. War In Heaven – 4:29
9. Turn It Up and Down – 4:09
10. Music and Harmony – 4:24

### Versione olandese
1. Tell Me the Way – 3:38
2. I Need Your Love – 3:30
3. Back in Your Life – 4:00
4. Stay with Me – 4:15
5. Another You – 4:42
6. Do You Run Away Now – 4:30
7. You Took My Heart – 4:25
8. War in Heaven – 4:29
9. Turn It Up and Down – 4:09
10. Music and Harmony – 4:24
11. I Need Your Love (X-Tended Mix)
12. Tell Me The Way (House Mix)

### Versione giapponese
1. Tell Me the Way – 3:38
2. I Need Your Love – 3:30
3. Back in Your Life – 4:00
4. Stay with Me – 4:15
5. Another You – 4:42
6. Do You Run Away Now – 4:30
7. You Took My Heart – 4:25
8. War in Heaven – 4:29
9. Turn It Up and Down – 4:09
10. Music and Harmony – 4:24
11. U Got 2 Let the Music (Unreleased Mix)
12. Move On Baby (KM 1972 Mix)
13. Don't Be Proud (Techno Kingdom Mix)

### Versione 1997
1. Tell Me The Way
2. I Need Your Love
3. Back In Your Life
4. Stay With Me
5. Another You
6. Do You Run Away Now
7. You Took My Heart
8. War In Heaven
9. Turn Up And Down
10. Music And Harmony

CD 2
1. Turn It Up & Down (Tee's In The House Radio Mix)
2. I Need Your Love (T.S.O.C Mix)
3. Tell Me The Way (House Mix)
4. Turn It Up & Down (TNT Club Mix)
5. I Need Your Love (Frank 'O' Moiraghi Mix)
6. Tell Me The Way (RAF Zone Mix)
7. Turn It Up & Down (Tee's In The House Extended Mix)
8. I Need Your Love (Mediterranean Mix)
9. Tell Me The Way (Tekno Kingdom Mix)

### Edizione" - 2005
CD ZYX" - 20393-2 (ZYX) / EAN" - 0090204488124 
1. Tell Me the Way – 3:38
2. I Need Your Love – 3:30
3. Back In Your Life – 4:00
4. Stay With Me – 4:15
5. Another You – 4:42
6. Do You Run Away Now – 4:30
7. You Took My Heart – 4:25
8. War In Heaven – 4:29
9. Turn It Up and Down – 4:09
10. Music And Harmony – 4:24
11. Helyom Halib – 3:44
12. Festival Megamix – 4:34